# Покровська церква (Зіньків)
Покровська церква — зникла пам'ятка української сакральної архітектури в сотенному, пізніше — повітовому містечку Зінькові на Полтавщині.

## Передісторія
Найдавніші відомості про церкву на честь Пресвятої Богородиці в Зінькові відносяться до 1686 року, коли дерев'яна, дубова церква була «от общества построенная на Лысовке». У 1783 році був виготовлений церковний дзвін вагою 15 пудів 23 фунти, а також подароване прапорщиком І. Крутовським євангеліє. Стара будівля церкви існувала до 1786 року.

## Від заснування до закриття
В 1786 році був закритий Скельський чоловічий монастир, розміщений неподалік, а в 1790 році одну з церков монастиря перенесли до Зінькова, перейменувавши її з Преображенської на Покровську. Перенесення здійснено за кошти козака Хоми Даниленка за клопотанням зіньківського протоієрея Омеляна Карбовського. Бібліотека церкви складалась із монастирських книг. Архів церкви містив залишки метричних книг та сповідальних розписів, перевезених з монастиря. Зі Скельського монастиря перенесли також ікону Божої Матері, яка зберігалась з лівого боку від царських врат.
Точний час побудови перенесеної церкви невідомий, проте відомий рік найдавнішої реконструкції. Про це свідчив текст напису на лутках вхідних західних дверей: 
|  | Благословеніем Бга Оца поспѣшеніем Сна и совершеніем Стаго Дха (1759 года мца). По предложенію Гпдна Нашего Преосвященного Мітрополіта Кіевского Арсения Могилянского. Обновіся сія Преображенія Гпдня церков тщаніем превелебного Оца нашого Ігумена Ієромонаха Порфирія Туманского з братією Іждівенієм денежнім от доброхотніх дателей любящих благолѣпіе домов Божіих собраним |

Церква мала триверху будову, тризрубна. Складалася з центрального восьмигранника та двох шестигранників (вівтар і бабинець). Не дивлячись на поширеність такої церковної конструкції, дослідник сакральної архітектури Стефан Таранушенко відзначав імпозантність величавих форм і відносив Зіньківську Покровську церкву до найвидатніших пам'яток народної монументальної дерев'яної архітектурної творчості. Одна з найбільших і найвищих пам'яток дерев'яної і монументальної архітектури Полтавщини (внутрішня висота центра сягала 25 метрів).
На початку ХХ століття церква володіла значним церковним капіталом, володіла землею, тримала будинок для священика. При церкві існувала жіноча школа грамоти, перетворену згодом в церковнопарафіяльну. В 1912 році у парафії нараховувалось 1293 душі різних станів.

Інтер'єр, вівтарний верх. Світлина 1928 року

Розібрана за радянської влади.

## Духовенство та церковні старости[1]

### Священики
- Протоієрей Максим Карбовський (1741—1755)
- Григорій Максимович Карбовський (з 1763)
- Протоієрей Омелян Карбовський (? — 1786, помер 1792)
- Вікарій Іоанн Нужнітський (помер 1797)
- Ф. Козаковський (1792 — , помер 1807)
- Іоанн Іоаннович Козаковський (1890, 1895)
- Григорій Іванович Роговенко (1902)
- Федір Костянтинович Романовський (1912)

### Псаломщики
- Михайло Ларіонович Мільгевський (1890)
- Михайло Григорович Леонтович (1895)
- Василь Ольшанський (1895)
- Стефан Севастьянович Аксюк (1902)
- Маркіян Діонісійович Потепух (1912)

### Церковні старости
- Козак Логін Олексійович Мурмило (1902)
- Петро Євдокимович Величко (1912)